# Mezam Division
Mezam Division är ett departement i Kamerun.   Det ligger i regionen Nordvästra regionen, i den västra delen av landet, 280 km nordväst om huvudstaden Yaoundé.